# Tok'ra (Stargate)

Semnul lui Ra

Tok'ra este o rasă fictivă de extratereștri din universul Stargate. 
Tok'ra din punct de vedere biologic sunt extratereștri Goa'uld dar ei sunt rebeli ce luptă împotriva Lorzilor Sistemului, forma de guvernare a Goa'uld. 
Tok'ra sunt renegați Goa'uld care locuiesc în gazde umane într-o relație de simbioză și prin acceptul gazdei umane. Ei sunt principalii aliați ai pământenilor în lupta împotriva Lorzilor Sistemului sau contra navelor Ori.

## Etimologie
Cuvântul "Tok'ra" literalmente înseamnă "Împotriva lui Ra".

## Istoria
Primul care s-a opus Lorzilor Sistemului a fost Egeria cu mai multe mii de ani în urmă, ea a luptat împotriva lui Ra pe planeta Pangar. Ra a învins și a închis-o pe această planeta, unde a rămas până când a fost redescoperită de către locuitorii de pe Pangar care au folosit-o pentru sintetizarea unei substanțe vindecătoare numită Tretonin. Egeria este regina-mamă a tuturor Tok'ra.
Tok'ra apar pentru prima oară în sezonul 2 episodul "In the Line of Duty" al serialului Stargate SG-1.

## Societate
Tok'ra sunt conduși de un Înalt Consiliu. Șeful acestui Consiliu este Per'sus care apare o singură dată în serialul Stargate SG-1.